# 레 룹 살룹 랑
《레 룹 살룹 랑》(태국어: เล่ห์ลับสลับร่าง)는 2017년 방영된 태국의 드라마이다.